# Naissance en 1935
Naissance
- 1931
- 1932
- 1933
- 1934
- 1935
- 1936
- 1937
- 1938
- 1939

Cette page dresse une liste de personnalités nées au cours de l'année 1935 présentée dans l'ordre chronologique.
La liste des personnes référencées dans Wikipédia est disponible dans la page de la Catégorie: Naissance en 1935.

## Janvier
- 1er janvier : Alain Lottin, historien français († 25 décembre 2017).
- 2 janvier : 
  - Jerry Grafstein, avocat et sénateur canadien.
  - Jocelyn Delecour, athlète français.
  - David McKee, auteur et illustrateur britannique († 6 avril 2022).
  - Jacques de Thiersant, peintre et sculpteur français († 14 juin 2012).
- 3 janvier :
  - Alfredo del Águila, footballeur mexicain († 26 juillet 2018).
  - Jeremy Kemp, acteur britannique († 19 juillet 2019).
  - Giovanni Lajolo, cardinal italien, gouverneur de État du Vatican.
- 4 janvier : 
  - Bhikhu Parekh, homme politique britannique, universitaire et pair à vie.
  - Floyd Patterson, boxeur américain († 11 mai 2006).
- 5 janvier :
  - David Ryall, acteur britannique († 25 décembre 2014).
  - Tokio Kano, homme politique japonais († 17 janvier 2017).
- 6 janvier : Claude Steiner, psychologue et écrivain franco-américain († 9 janvier 2017).
- 7 janvier :
  - Valery Kubasov, cosmonaute soviétique († 19 février 2014).
  - Noam Sheriff, chef d'orchestre et compositeur israélien († 25 août 2018).

- 8 janvier :

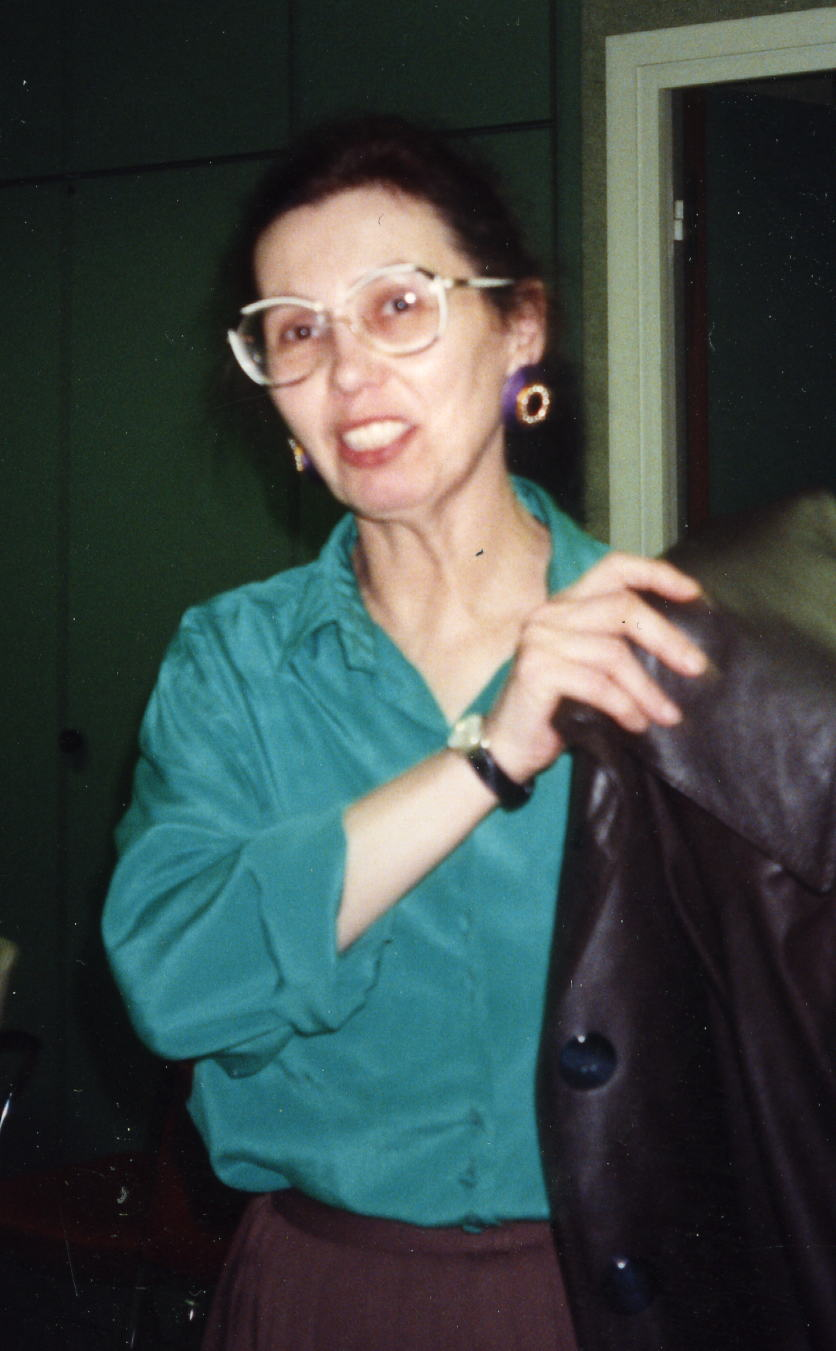
Monique Boucher-Benanteur.

  - Monique Boucher-Benanteur, poétesse et peintre française († décembre 2014).
  - Louis Polonia, footballeur français († 13 octobre 2005).
  - Elvis Presley, chanteur américain, roi du rock 'n' roll († 16 août 1977).
- 9 janvier :
  - Bob Denver, acteur américain († 2 septembre 2005).
  - John Graham, joueur de rugby à XV néo-zélandais († 2 août 2017).
  - Brian Harradine, homme politique australien († 14 avril 2014).
  - Frédéric N'Doumbé, footballeur camerounais († décembre 1978).
- 10 janvier :
  - Eddy Clearwater, chanteur et guitariste américain de blues américain († 1er juin 2018).
  - Ronnie Hawkins, chanteur et acteur canadien († 29 mai 2022).
- 13 janvier : Patrick de Laubier, universitaire français devenu prêtre († 28 février 2016).
- 14 janvier : Lucille Wheeler, skieuse alpine.
- 15 janvier :
  - Jean-Serge Essous, jazzman, saxophoniste et clarinettiste congolais († 25 novembre 2009).
  - Pablo Ferro, graphiste américain († 16 novembre 2018).
  - Marc Laferrière, musicien de jazz français.
  - Nam Sang-wan, tireur sportif sud-coréen.
  - Luigi Radice, footballeur italien († 7 décembre 2018).
  - Vagn Schmidt, kayakiste danois.
  - Robert Silverberg, écrivain et nouvelliste américain.
  - Koosje van Voorn, nageuse néerlandaise († 5 août 2018).
- 16 janvier :
  - Udo Lattek, joueur et entraîneur de football allemand († 1er février 2015).
  - Mauro Lessi, footballeur italien († 13 juin 2017).
- 18 janvier :
  - Pjetër Arbnori, homme d'État albanais († 8 juillet 2006).
  - Albert Millaire, acteur et metteur en scène québécois († 15 août 2018).
- 19 janvier : 
  - Pupetta Maresca, reine de beauté italienne († 29 décembre 2021).
  - François Couchepin, homme politique suisse et ancien chancelier de la Confédération helvétique († 23 février 2023).
- 20 janvier : Jean-Jacques Werner, compositeur et chef d'orchestre français († 22 octobre 2017).
- 22 janvier : Seymour Cassel, acteur américain († 7 avril 2019).
- 23 janvier :
  - Mike Agostini, athlète trinidadien naturalisé australien, spécialiste des épreuves de sprint († 12 mai 2016).
  - Jean Jarosz, homme politique français.
  - Pierre Lacroix, joueur  de rugby à XV français († 28 mars 2019).
- 24 janvier : Daryush Shayegan, philosophe, romancier, indianiste et professeur d'université iranien († 22 mars 2018).
- 25 janvier :
  - Conrad Burns, homme politique américain († 28 avril 2016).
  - Lorenzo I. De Leon Guerrero, troisième gouverneur des Îles Mariannes du Nord († 6 octobre 2006).
  - Don Maynard, joueur américain de football américain († 10 janvier 2022).
  - Louise Robic, femme politique québécoise († 13 mars 2020).
- 26 janvier :
  - André Goffeau, ingénieur agronome belge († 2 avril 2018).
  - Paula Rego, artiste plasticienne portugaise († 8 juin 2022).
- 27 janvier : Aleksandr Nikitine, joueur d'échecs et entraîneur soviétique puis russe († 5 juin 2022).
- 28 janvier :
  - John Davis Chandler, acteur américain († 16 février 2010).
  - Jean-Laurent Cochet, metteur en scène, professeur d'art dramatique et comédien français († 7 avril 2020).
  - Sue Hubbell, écrivaine américaine († 13 octobre 2018).
  - David Lodge, écrivain britannique († 1er janvier 2025).
- 29 janvier : Akira Ishihama, acteur japonais († 26 juillet 2022).
- 30 janvier :
  - Richard Brautigan, écrivain et poète américain († 14 septembre 1984).
  - Elsa Martinelli, actrice italienne († 8 juillet 2017).
  - Jean Tiberi, homme politique († 27 mai 2025).
- 31 janvier :
  - Kenzaburō Ōe, écrivain japonais († 3 mars 2023).
  - Hal Lear, joueur de basket-ball américain († 25 juin 2016).

## Février
- 1er février : Vladimir Axionov, cosmonaute soviétique († 9 avril 2024).
- 2 février : Michel Subor, acteur français († 10 janvier 2022).
- 3 février :
  - Royal Robbins, grimpeur et alpiniste américain († 14 mars 2017).
  - Aleš Veselý, sculpteur tchécoslovaque puis tchèque († 14 décembre 2015).
  - Jody Williams, guitariste chanteur de blues américain († 1er décembre 2018).
- 5 février :
  - Amand Blanquer, compositeur espagnol († 7 juillet 2005).
  - Lucien Schmitthäusler, éducateur spécialisé, écrivain et poète français († 6 avril 2020).
  - Sarah Weddington, avocate et femme politique américaine († 26 décembre 2021).
- 6 février : Edwin Barnes, prélat britannique († 6 février 2019).
- 7 février : Herb Kohl, homme d'affaires et un homme politique américain († 27 décembre 2023).
- 8 février : Willy Vannitsen, coureur cycliste belge († 19 août 2001).
- 9 février : Paul Flynn, homme politique britannique († 17 février 2019).
- 10 février :
  - Theodore Antoniou, compositeur et chef d'orchestre américano-grec († 26 décembre 2018).
  - Miroslav Blažević, entraîneur de football croate, bosniaque et suisse († 8 février 2023).
  - Konrad Klapheck, peintre allemand († 30 juillet 2023).
- 13 février :
  - Pierre Sammy Mackfoy, écrivain et homme politique centrafricain († 31 juillet 2014).
  - Don Panoz, chef d'entreprise américain († 11 septembre 2018).
- 14 février :
  - Arnold Kopelson, producteur américain († 8 octobre 2018).
  - Bohumil Kubát, lutteur tchécoslovaque († 12 mai 2016).
  - Mickey Wright, golfeuse américaine († 17 février 2020).

- 15 février :

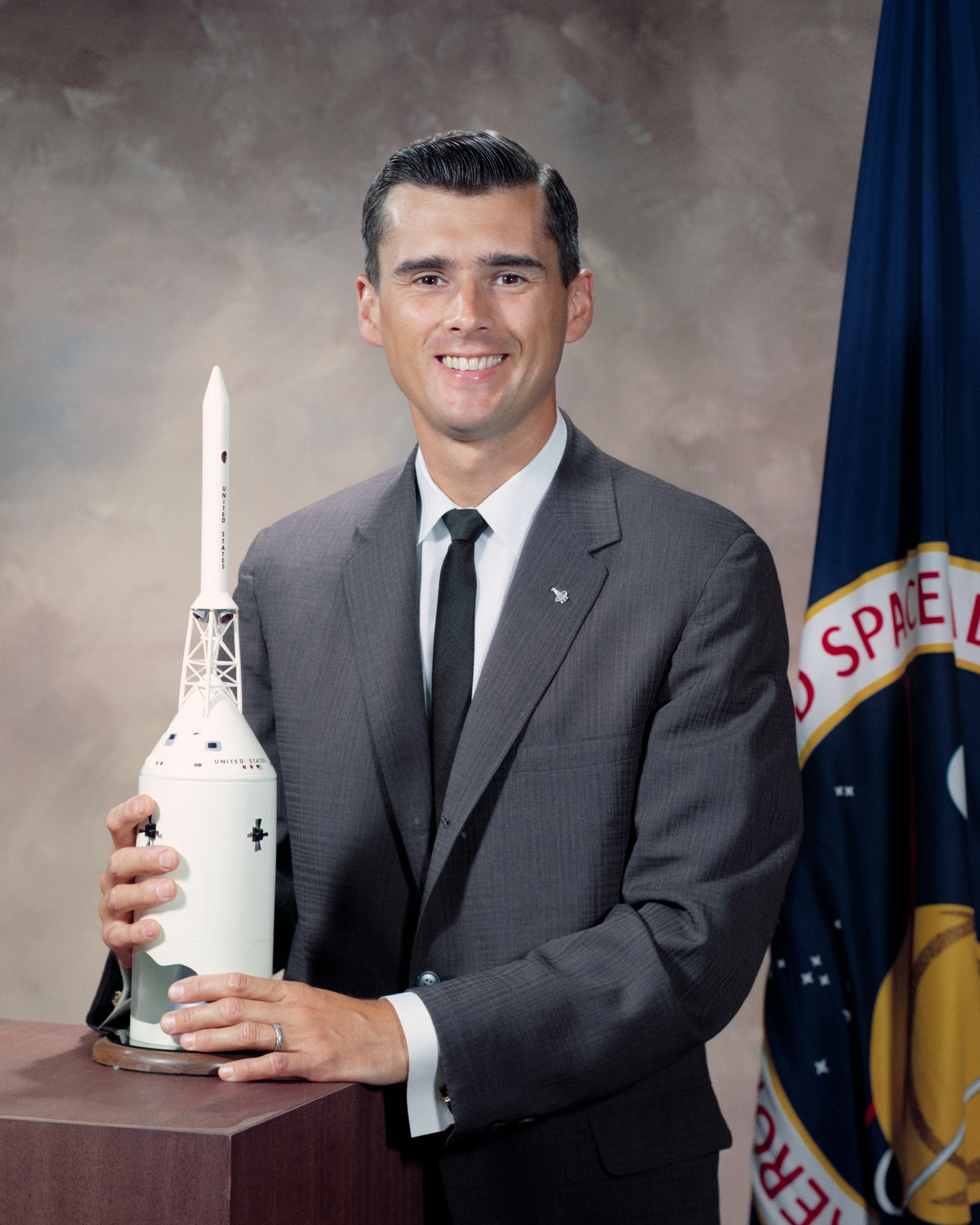
Roger B. Chaffee en 1964.

  - Roger B. Chaffee, astronaute américain († 27 janvier 1967).
  - Roger Doom, homme politique français († 16 septembre 2016).
- 16 février :
  - Brian Bedford, acteur de cinéma et de théâtre britannique († 13 janvier 2016).
  - Sonny Bono, chanteur, acteur et homme politique américain († 5 janvier 1998).
  - José Manuel Ribeiro da Silva, coureur cycliste portugais († 9 avril 1958).
  - Graciela Rodo Boulanger, peintre bolivienne.
- 17 février : Hrvoje Šarinić, homme politique yougoslave puis croate († 21 juillet 2017).
- 18 février :
  - Ciarán Bourke, chanteur et musicien irlandais († 10 mai 1988).
  - Anna Maria Ferrero, actrice italienne († 21 mai 2018).
- 19 février : José Luis Martínez, joueur de basket-ball espagnol († 11 septembre 2017).
  - Nicolas Castellanos Franco, évêque et missionnaire espagnol établi en Bolivie.
- 20 février : Erich Heckelmann, professeur et homme politique allemand († 21 juin 2022).
- 23 février :
  - Tetsumi Kudo, peintre japonais († 12 novembre 1990).
  - Gentil Ferreira Viana, homme politique angolais († 23 février 2008).
- 24 février : Pierre-Henri Derycke, économiste français († 28 mars 2020).
- 25 février : Oktay Sinanoğlu, chimiste théoricien et biologiste moléculaire turc († 19 avril 2015).
- 26 février :
  - Paul Anderson, skipper britannique († 7 mars 2022).
  - Azzedine Alaïa, styliste et grand couturier franco-tunisien († 18 novembre 2017).
- 27 février :
  - Mirella Freni, soprano italienne († 9 février 2020).
  - Theodor Hoffmann, amiral et homme politique est-allemand puis allemand († 1er novembre 2018).
  - Pierre Pican, évêque catholique français, évêque de Bayeux et Lisieux († 23 juillet 2018).

## Mars
- 1er mars :
  - Jed Allan, acteur américain († 9 mars 2019).
  - Robert Conrad, acteur américain († 8 février 2020).
  - Mohammed Bakr al-Sadr, homme politique et religieux chiite irakien († 9 avril 1980).
- 2 mars : Al Waxman, acteur et réalisateur canadien († 18 janvier 2001).
- 3 mars :
  - Jeliou Jelev, homme politique et président de la République bulgare († 30 janvier 2015).
  - Michel Sénéchal, footballeur français († avril 2007).
- 4 mars :
  - Carlo Casini, homme politique italien († 23 mars 2020).
  - Mohamed Saïd El Kateb, général et diplomate tunisien († 20 juillet 2017).
- 5 mars : Letizia Battaglia, photographe italienne († 13 avril 2022).
- 6 mars : Jacques Robiolles, réalisateur, acteur et producteur français († 19 avril 2017).
- 9 mars : Ángel Segurola, joueur et entraîneur de football espagnol († 12 janvier 2017).
- 10 mars :
  - José Antonio Labordeta, auteur-compositeur-interprète, professeur, écrivain, poète, journaliste, présentateur de télévision et homme politique espagnol († 19 septembre 2010).
  - Milorad Milutinović, joueur et entraîneur de football yougoslave puis serbe († 10 juillet 2015).
- 11 mars :
  - Jean Dercourt, géologue français († 22 mars 2019).
  - Ernst Lindner, footballeur allemand, international est-allemand († 11 octobre 2012).
- 12 mars :
  - Valentyna Chevtchenko, femme politique soviétique puis ukrainienne († 3 février 2020).
  - Paul Marx, évêque catholique français, évêque de Kerema en Papouasie-Nouvelle-Guinée († 19 juin 2018).
- 14 mars : Getatchew Mekurya, compositeur et saxophoniste de jazz éthiopien († 4 avril 2016).
- 15 mars : 
  - Nabil el-Arabi, juriste, diplomate et homme politique égyptien († 26 août 2024).
  - Jimmy Swaggart, pasteur et prédicateur télévangéliste américain († 1er juillet 2025).
- 16 mars :
  - Hachmi Bibi, homme politique tunisien († 18 août 2017).
  - Pepe Cáceres (José Eslava Cáceres), matador colombien († 16 août 1987).
  - Sergueï Iourski, acteur et scénariste soviétique puis russe († 8 février 2019).
  - Peter de Klerk, pilote de Formule 1 sud-africain († 11 juillet 2015).
  - Xavier Gilles de Maupeou, évêque catholique français, évêque de Viana (Brésil).
- 17 mars :
  - Michèle Le Bris, cantatrice (soprano) et pédagogue française († 3 août 2018).
  - Seiji Yokoyama, compositeur de musique japonais († 8 juillet 2017).
- 18 mars : Antonios Naguib, cardinal égyptien († 28 mars 2022).
- 19 mars :
  - Burt Metcalfe, réalisateur, acteur et producteur canadien († 27 juillet 2022).
  - José Segú, coureur cycliste espagnol († 25 juillet 2010).
- 20 mars :
  - Ted Bessell, acteur, réalisateur et producteur américain († 6 octobre 1996).
  - Óscar Chávez, chanteur, acteur et compositeur mexicain († 30 avril 2020).
- 21 mars : Antonio Membrado, guitariste espagnol († 3 décembre 2016).
- 22 mars : 
  - Louise Feltham, femme politique canadienne († 25 mai 2020).
  - M. Emmet Walsh, acteur américain († 19 mars 2024).
  - Yūtokutaishi Akiyama, graveur et photographe japonais († 3 avril 2020).
- 23 mars :
  - Lucien Aimé-Blanc, commissaire de police français († 19 février 2020).
  - Janine Tavernier, poète, romancière et universitaire haïtienne († 27 février 2019).
  - Jean-Paul Zahn, astrophysicien français († 15 juillet 2015).
- 24 mars : Rodney Bennett, réalisateur britannique († 3 janvier 2017).
- 25 mars :
  - Gottfried Haschke, homme politique est-allemand († 2 décembre 2018).
  - Johnny Pacheco, musicien, compositeur, arrangeur, producteur et directeur musical dominicain († 15 février 2021).
  - Chiara Samugheo, photographe italienne († 13 janvier 2022).
- 26 mars : Jirí Kormaník, lutteur tchécoslovaque († 3 novembre 2017).
- 27 mars :
  - Gratien Ferrari, homme politique français († 10 octobre 2015).
  - Julian Glover, acteur britannique.
- 29 mars : Gérard Thiélin, coureur cycliste français († 20 septembre 2007).
- 30 mars : John Thornett, joueur de rugby à XV australien († 4 janvier 2019).
- 31 mars : 
  - Herb Alpert, chanteur américain.
  - Konrad Oberhuber, historien de l'art autrichien († 12 septembre 2007).

## Avril
- 1er avril : 
  - Younoussa Bamana, homme politique français († 22 juin 2007).
  - Achim Hill, avironneur allemand († 4 août 2015).
  - Fernando del Paso, écrivain et poète mexicain († 14 novembre 2018).
  - Anatoli Vichnevski, démographe, économiste et écrivain soviétique puis russe († 15 janvier 2021).
- 2 avril : Abdelhamid Zouba, footballeur algérien († 2 février 2022).
- 3 avril : Endre Czeizel, médecin, généticien et biologiste hongrois († 10 août 2015).
- 4 avril : 
  - Robert Chapuis, évêque catholique français († 8 mars 2009).
  - Marc Berthier, Designer et architecte français († novembre 2022).
- 5 avril :
  - Donald Lynden-Bell, astrophysicien britannique († 6 février 2018).
  - Frank Schepke, rameur allemand († 4 avril 2017).
- 7 avril :
  - Mervyn Crossman, joueur de hockey sur gazon australien († 20 juin 2017).
  - Louis Proost, coureur cycliste belge († 3 février 2009).

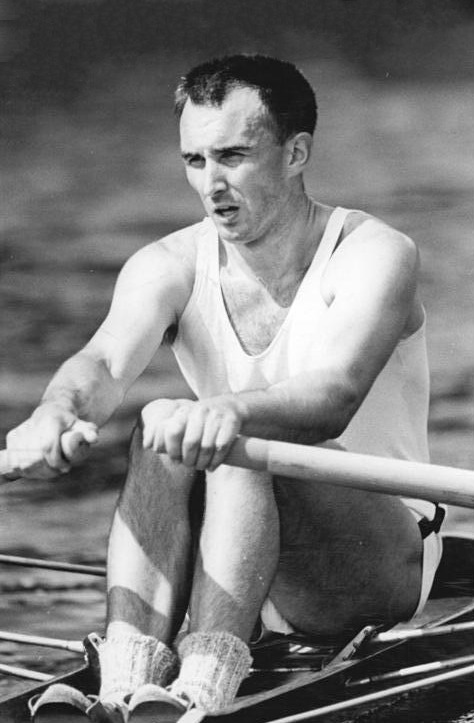
Achim Hill

  - Achim HillAgha Saleem, écrivain, romancier, poète et intellectuel pakistanais († 12 avril 2016).
- 8 avril : Yvan Canuel, acteur québécois († 26 décembre 2009).
- 10 avril : Álvaro de Luna, acteur espagnol † 2 novembre 2018).
- 12 avril : Heinz Schneiter, footballeur suisse († 6 juillet 2017).
- 13 avril : Lyle Waggoner, acteur et sculpteur américain († 17 mars 2020).
- 14 avril : Susan Cunliffe-Lister, noble anglaise, athlète paralympique, membre de la Chambre des lords († 12 mars 2023).
- 15 avril :
  - Anne Germain, chanteuse française († 13 septembre 2016).
  - Velik Kapsazov, gymnaste artistique bulgare († 27 mars 2017).
  - Elliot Tiber, artiste, scénariste et écrivain américain († 3 août 2016).
- 16 avril :
  - Joseph Raymond Frenette, homme politique canadien († 13 juillet 2018).
  - François Le Bihan, coureur cycliste français († 26 avril 1972).
  - Bobby Vinton, chanteur américain.
- 19 avril :
  - Dudley Moore, acteur, compositeur et scénariste britannique († 27 mars 2002).
  - Justin Francis Rigali, cardinal américain.
- 21 avril :
  - Jacques Cressard, homme politique français († 7 mars 2015).
  - Arnaud Geyre, coureur cycliste français († 20 février 2018).
  - Anthony Read, scénariste et écrivain britannique († 21 novembre 2015).
- 22 avril :
  - Jerry Fodor, philosophe américain († 29 novembre 2017).
  - Rita Johnston, première femme à être première ministre de la Colombie-Britannique.
- 23 avril : 
  - Franco Citti, acteur italien († 14 janvier 2016).
  - Guy de Rougemont, peintre et sculpteur français († 19 août 2021).
- 24 avril : Manuel Mendívil, cavalier de saut d'obstacles et de concours complet mexicain († 15 août 2015).
- 25 avril : Roberto Ferreiro, footballeur argentin († 20 avril 2017).
- 27 avril :
  - Sady Rebbot, acteur et doubleur vocal français († 12 octobre 1994).
  - Raúl Troncoso, homme politique chilien († 28 novembre 2004).
- 28 avril : Bob White, syndicaliste canadien († 19 février 2017).
- 29 avril :
  - April Ashley, actrice et mannequin britannique († 27 décembre 2021).
  - René-Nicolas Ehni, écrivain et dramaturge français († 18 juin 2022).
  - Hubert Lucot, écrivain français († 18 janvier 2017).
  - Otis Rush, guitariste et chanteur américain de blues († 29 septembre 2018).
  - Tom van Vollenhoven, joueur de rugby à XIII sud-africain († 21 octobre 2017).
  - Andreï Zalizniak, linguiste soviétique puis russe († 24 décembre 2017).

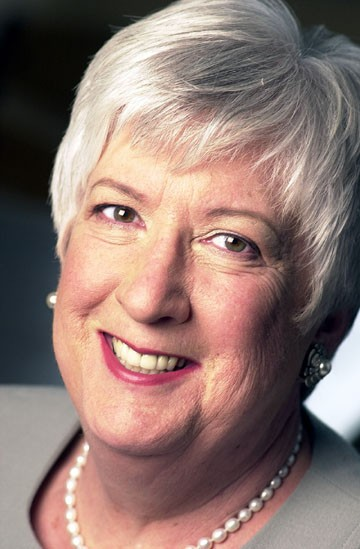
Pat Carney

## Mai
- 2 mai : Eddy Pauwels, coureur cycliste belge († 6 mars 2017).
- 4 mai :
  - Med Hondo (Mohamed Abid, dit), acteur, réalisateur, scénariste et producteur franco-mauritanien († 2 mars 2019).
  - Rüdiger Nehberg, militant des droits de l'homme, essayiste et survivaliste allemand († 1er avril 2020).
- 5 mai : Bernard Pivot, journaliste et animateur de télévision français († 6 mai 2024).
- 6 mai : Uri Dan, journaliste, écrivain et réalisateur israélien († 24 décembre 2006).
- 7 mai : Mohamed Chebaa, artiste plasticien et peintre marocain († 24 juillet 2013).
- 8 mai : 
  - Lucius Cary, noble et homme politique britannique.
  - Élisabeth de Danemark, princesse du Danemark et diplomate († 19 juin 2018).
- 11 mai : Walter Van Gerven, avocat, professeur et juriste belge († 8 juillet 2015).
- 12 mai :
  - Sophie Oluwole, philosophe nigériane († 23 décembre 2018).
  - Gary Peacock, contrebassiste de jazz américain († 5 septembre 2020).
- 13 mai :
  - Giulio Brogi, acteur italien († 19 février 2019).
  - Alfred Evers, homme politique belge († 19 novembre 2018).
  - Jan Saudek, photographe tchécoslovaque, puis tchèque.
  - Kája Saudek, auteur de bande dessinée et peintre tchécoslovaque, puis tchèque († 26 juin 2015).
- 14 mai :
  - Mel Charles, footballeur gallois († 24 septembre 2016).
  - Ivan Dimitrov, joueur de football international bulgare († 1er janvier 2019).
- 15 mai : Don Bragg, athlète américain spécialiste du saut à la perche († 16 février 2019).
- 16 mai :
  - Stein Mehren, écrivain, poète et artiste visuel norvégien († 28 juillet 2017).
  - Petr Vopěnka, mathématicien tchécoslovaque, puis tchèque († 20 mars 2015).
- 17 mai :
  - Ryke Geerd Hamer, médecin allemand († 2 juillet 2017).
  - Wilbert Keon, chirurgien, chercheur et sénateur canadien († 7 avril 2019).
- 18 mai :
  - André Goustat, homme politique français († 27 juillet 2016).
  - Paul Johnson, joueur de hockey sur glace américain († 17 juillet 2016).
- 19 mai : Cecil McBee, contrebassiste de jazz américain.
- 20 mai : José Mujica, homme d'État uruguayen († 13 mai 2025).
- 22 mai : 
  - Bellino Ghirard, évêque catholique français († 26 juillet 2013).
  - Leonardo Del Vecchio, entrepreneur italien († 27 juin 2022).
- 23 mai : Robert Whitman, artiste américain († 19 janvier 2024).
- 25 mai :
  - William Patrick Kinsella, écrivain canadien († 16 septembre 2016).
  - Jean-Louis Latour, chanteur français († 6 juin 2017).
- 26 mai : Pat Carney, sénatrice canadienne († 25 juillet 2023).
- 29 mai :
  - André Brink, écrivain sud-africain d'expressions afrikaans et anglaise († 6 février 2015).
  - Kostas Kazakos, acteur et homme politique grec († 13 septembre 2022).
- 30 mai : Ni Kuang, romancier et scénariste américano-hongkongais († 3 juillet 2022).
- 31 mai :
  - Wolfgang Feneberg, théologien luthérien protestant, exégète du Nouveau Testament († 8 mars 2018).
  - Gottlieb Göller, joueur et entraîneur de football allemand († 27 août 2004).
  - Ahmad Syafi'i Maarif, intellectuel indonésien († 27 mai 2022).

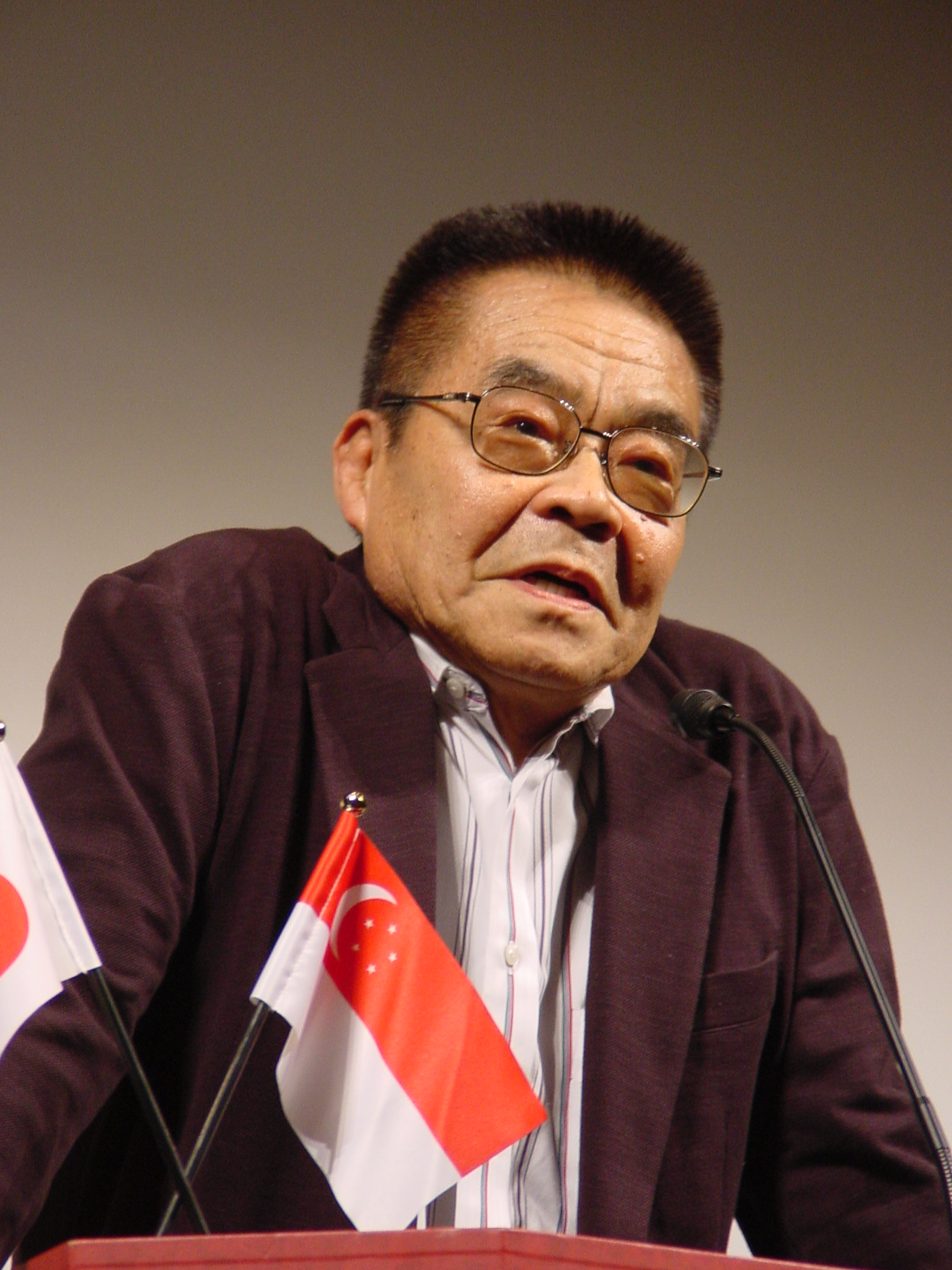
Yoshihiro Tatsumi

## Juin
- 1er juin : 
  - Samira Abdel Aziz, actrice égyptienne.
  - Marc Steckar, musicien multi-instrumentiste français († 27 juin 2015).
  - John Edward Porter, homme politique américain († 3 juin 2022).
- 2 juin : Dimitri Kitsikis, historien grec († 28 août 2021).
- 3 juin : Jacques Poos, banquier, économiste et homme politique luxembourgeois († 19 février 2022).
- 4 juin : Elefterios Manolios, footballeur français († 1er mars 2009).
- 5 juin :
  - Misha Mengelberg, compositeur et pianiste de jazz néerlandais († 3 mars 2017).
  - Anne Pashley, athlète britannique spécialiste du 100 mètres († 7 octobre 2016).
- 6 juin : Grant Green, guitariste de jazz américain († 31 janvier 1979).
- 7 juin :
  - Andreas Henrisusanta, prélat indonésien, évêque du diocèse de Tanjungkarang († 10 mars 2016).
  - Azumir Veríssimo, footballeur brésilien († 2 décembre 2012).
- 8 juin : Fernando Aiuti, immunologiste et homme politique italien († 9 janvier 2019).
- 10 juin : 
  - Yoshihiro Tatsumi, mangaka japonais († 7 mars 2015).
  - Vic Elford, pilote automobile britannique († 13 mars 2022).
- 11 juin :
  - Michel Hoeffel, pasteur luthérien français († 10 janvier 2017).
  - Maria Marly de Oliveira, poétesse brésilienne († 1er juin 2007).
  - Jeb Rosebrook, scénariste et producteur américain († 31 août 2018).
- 13 juin : Christo, (Christo Javacheff) artiste bulgare († 31 mai 2020).
- 15 juin :
  - George Jonas, écrivain et journaliste canadien († 10 janvier 2016).
  - Jane Ngwenya, femme politique zimbabwéenne († 5 août 2021).
- 18 juin :
  - François-Marc Gagnon, historien et critique d'art, écrivain et professeur français naturalisé canadien († 28 mars 2019).
  - Iouri Solomine, acteur et réalisateur soviétique puis russe († 11 janvier 2024).
- 19 juin : Michel Dumoulin, metteur en scène et réalisateur français († 23 février 2015).
- 20 juin : Len Dawson, joueur américain de football américain († 24 août 2022).
- 21 juin :
  - Wilfredo Camacho, footballeur bolivien.
  - Monte Markham, acteur, réalisateur et producteur américain.
  - Françoise Sagan, romancière française († 24 septembre 2004).
- 22 juin : Sergio Valdés, football international chilien († 2 avril 2019).
- 23 juin : 
  - Keith Burkinshaw, footballeur anglais.
  - Jean Dumontier, architecte et artiste canadien († 27 décembre 2018).
  - Günter Lörke, coureur cycliste allemand.
  - Nikolaï Tolstoï, historien anglo-russe et auteur.
- 24 juin :
  - Juan Bautista Agüero, footballeur international paraguayen († 27 décembre 2018).
  - Pete Hamill, journaliste et romancier américain († 5 août 2020).
  - Jean Milesi, coureur cycliste français.
- 25 juin :
  - Taufiq Ismail, écrivain indonésien.
  - Larry Kramer, écrivain, scénariste et militant pour les droits des homosexuels et contre le sida américain († 27 mai 2020).
  - Pierre Semengue, général de l'armée camerounaise.
  - Mariasilvia Spolato, militante des droits LGBT italienne († 31 octobre 2018).
- 26 juin : 
  - Maria Monti, actrice et chanteuse italienne.
  - Sandro Riminucci, joueur de basket-ball italien.
  - François Bott, écrivain français qui s'est longtemps consacré au journalisme († 22 septembre 2022).
- 27 juin : Laurent Terzieff, comédien français († 2 juillet 2010).
- 28 juin : Stratis Haviaras, écrivain, poète et traducteur grec naturalisé américain († 4 mars 2020).
- 29 juin : Sally Greengross, femme politique britannique († 23 juin 2022).
- 30 juin :
  - Loren Cunningham, évangéliste américain († 6 octobre 2023).
  - Lola Herrera, actrice espagnole.
  - Slamet Abdul Sjukur, compositeur indonésien († 24 mars 2015).

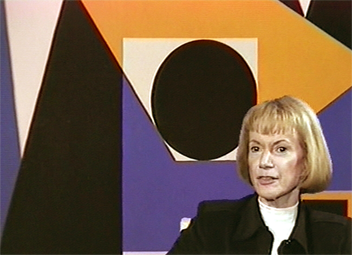
Geneviève Claisse.

## Juillet
- 1er juillet :
  - James Cotton, chanteur et harmoniciste de blues américain († 16 mars 2017).
  - Pierre Papillaud, entrepreneur, homme d'affaires et milliardaire français († 13 juin 2017).
  - David Prowse, culturiste et acteur britannique († 28 novembre 2020).
- 3 juillet : 
  - John Swan, homme politique britannique.
- 4 juillet : Song Gisuk, écrivain sud-coréen († 5 décembre 2021).
- 5 juillet : 
  - Corinne Chevallier, historienne et romancière algérienne.
  - Shirley Collins, chanteuse britannique.
  - Michel Dejouhannet, coureur cycliste français († 11 janvier 2019).
  - Fergus Millar, historien britannique († 15 juillet 2019).
  - André Borel, homme politique français.
- 6 juillet : Tenzin Gyatso, 14e dalaï-lama, chef spirituel du Bouddhisme tibétain.
- 7 juillet :
  - Finn Aabye, producteur danois.
  - Hans Belting, historien de l'art allemand († 10 janvier 2023).
  - Jean-Marie Courtin, footballeur français († 4 avril 2005).
- 8 juillet : 
  - Steve Lawrence, chanteur et acteur américain († 7 mars 2024).
  - Vitali Sevastyanov, cosmonaute soviétique († 5 avril 2010).
- 9 juillet : Wim Duisenberg, homme politique et banquier néerlandais († 31 juillet 2005).
- 10 juillet : Agostino Bonalumi, peintre et sculpteur italien († 18 septembre 2013).
- 11 juillet :
  - Bobbie Sparrow, femme politique canadienne.
  - Gérard Saint, coureur cycliste français († 16 mars 1960).
- 12 juillet : 
  - Jacques Flamand, éditeur, traducteur, poète et essayiste franco-ontarien († 19 octobre 2017).
  - John Patton, organiste de jazz américain († 19 mars 2002).
  - Satoshi Ōmura, biochimiste japonais.
  - Hans Tilkowski, footballeur international allemand († 5 janvier 2020).
- 13 juillet :
  - Jack McKinney, entraîneur américain de basket-ball († 25 septembre 2018).
  - Kurt Westergaard, dessinateur danois († 18 juillet 2021).
  - Monique Wittig, essayiste, romancière, philosophe, professeure d'université, écrivaine et militante († 3 janvier 2003).
  - Monique Vézina, administratrice et femme politique québécoise († 15 décembre 2024.
- 14 juillet : 
  - Svend Aage Rask, footballeur danois († 29 juin 2020).
  - Donald Arnold, rameur d'aviron canadien († 27 juin 2021).
- 15 juillet : Ken Kercheval, acteur américain († 21 avril 2019).
- 16 juillet : 
  - Nicolae Rotaru, tireur sportif roumain († 2009).
  - Josette Baujard, athlète française.
- 17 juillet :
  - Georges Alexandre, footballeur français († 20 février 2018).
  - Geneviève Claisse, peintre abstraite géométrique française († 30 avril 2018).
  - Donald Sutherland, acteur canadien († 20 juin 2024).
- 18 juillet : 
  - Tenley Albright, patineuse artistique américaine.
  - Fan Weitang, ingénieur et homme politique chinois († 1er janvier 2023).
  - Sabahudin Kurt, chanteur yougoslave puis bosnien († 30 mars 2018).
  - Ben Vautier, artiste français († 5 juin 2024).
  - Luo Gan, homme politique chinois.
- 19 juillet : Vassili Livanov, acteur soviétique et russe.
- 20 juillet :
  - Aldée Cabana, chimiste canadien († 14 novembre 2018).
  - André Isoir, organiste et professeur français († 20 juillet 2016).
- 21 juillet : Ramón Chao, journaliste et écrivain espagnol († 20 mai 2018).
- 22 juillet : Ron Springett, footballeur anglais († 12 septembre 2015).
- 23 juillet :
  - Jean-Pierre Coursodon, critique et historien du cinéma français († 31 décembre 2020).
  - Yukiji Asaoka, chanteuse et actrice japonaise († 27 avril 2018).
- 24 juillet :
  - Anne-Marie Peysson, speakerine et journaliste française († 14 avril 2015).
  - Mel Ramos, peintre américain († 14 octobre 2018).
- 25 juillet : 
  - Barbara Harris, actrice américaine († 21 août 2018).
  - Adnan Khashoggi, homme d'affaires saoudien d'origine turque († 6 juin 2017).
  - Gilbert Parent, politicien canadien († 3 mars 2009).
- 26 juillet :
  - Claude Esteban, poète français († 10 avril 2006).
  - Gérard Istace, homme politique français († 21 mars 2022).
- 27 juillet : Don Mazankowski, politicien canadien († 27 octobre 2020).
- 29 juillet :
  - Charles Harbutt, photographe et photojournaliste américain († 30 juin 2015).
  - Alejandro Planchart, musicologue, chef d'orchestre et compositeur américano-vénézuélien († 28 avril 2019).
- 30 juillet : Márcio Thomaz Bastos, homme politique brésilien († 20 novembre 2014).
- 31 juillet :
  - Geoffrey Lewis, acteur américain († 7 avril 2015).
  - Peter Siddell, peintre figuratif néo-zélandais († 24 octobre 2011).

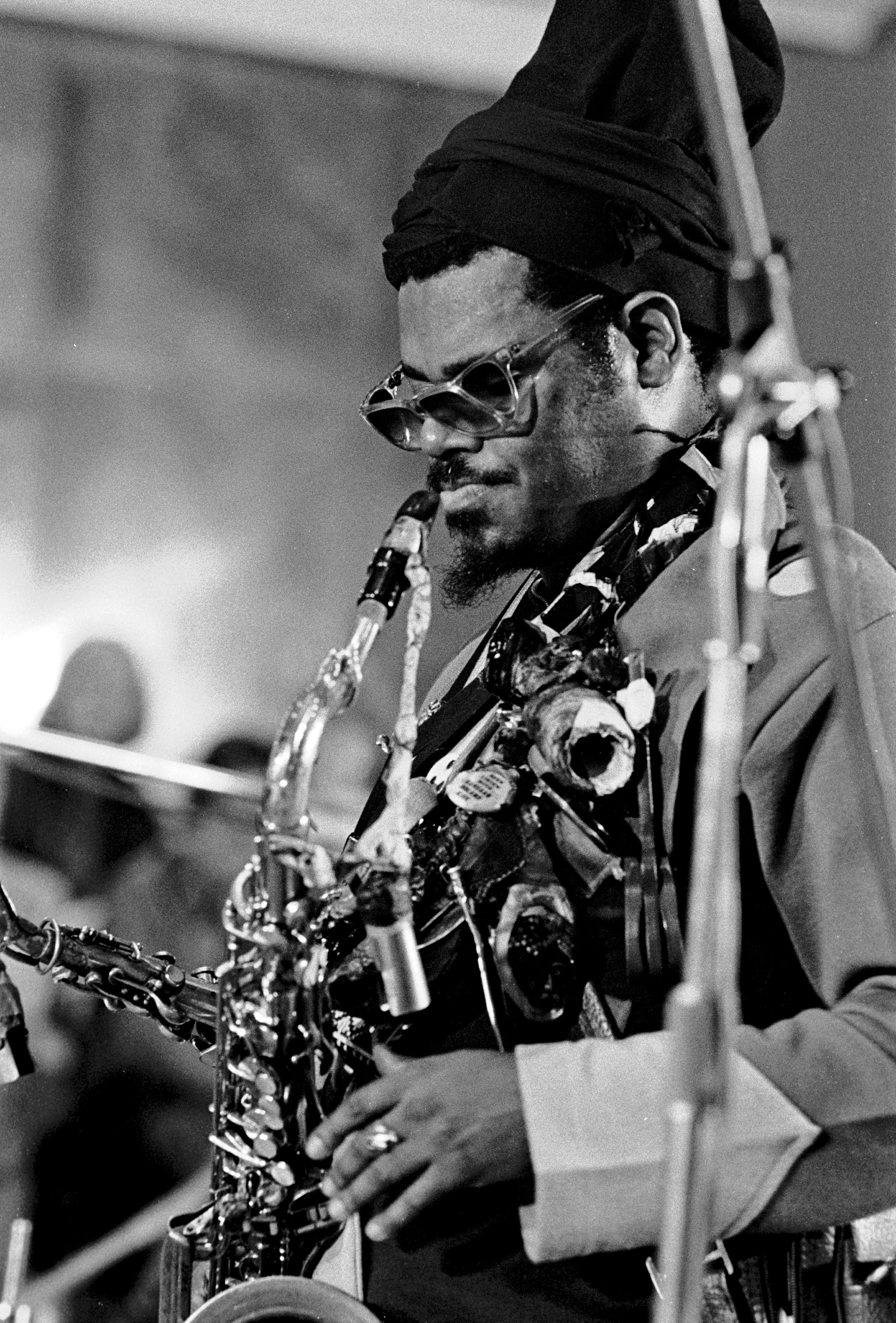
Roland Kirk.

## Août
- 1er août : Michel Bertrand, peintre et sculpteur français († 17 mars 2009).
- 2 août :
  - Gilbert Baqué, poète français († 9 avril 2015).
  - Jean-Paul Bertaud, historien français († 21 novembre 2015).
- 3 août :
  - Hervé Dubly, peintre français († 27 mai 2005).
  - John Erman, réalisateur, producteur et acteur américain († 25 juin 2021).
- 4 août :
  - Daniel Brand, lutteur américain († 10 février 2015).
  - Hans-Walter Eigenbrodt, footballeur allemand († 29 mars 1997).
- 5 août :
  - Michael Ballhaus, directeur de la photographie allemand († 12 avril 2017).
  - Peter Inge, chef d'état-major général de l'armée britannique († 20 juillet 2022).
- 7 août : Roland Kirk, saxophoniste de jazz américain († 5 décembre 1977).
- 10 août :
  - Laurent Lavigne, député, enseignant et agriculteur canadien († 3 août 2017).
  - István Liptai, joueur de basket-ball hongrois († 18 août 2022).
  - André Moulon, joueur et entraîneur de football français († 14 avril 2009).
- 11 août : Vladimir Veličković, peintre, dessinateur et graveur français d'origine yougoslave († 29 août 2019).
- 12 août : John Cazale, acteur américain († 13 mars 1978).
- 15 août :
  - Régine Deforges, écrivain, éditrice française († 3 avril 2014).
  - Emile Destombes, évêque catholique français, vicaire apostolique de Phnom-Penh (Cambodge) († 28 janvier 2016).
  - Marcel Neusch, religieux assomptionniste français († 30 décembre 2015).
- 16 août :
  - Joaquín Bernadó, matador espagnol († 21 février 2022).
  - Arnaldo Pambianco, coureur cycliste italien († 6 juillet 2022).
- 17 août :
  - Candeia, sambiste, chanteur et compositeur brésilien († 16 novembre 1978).
  - Katalin Szőke, nageuse hongroise († 27 octobre 2017).
  - Oleg Tabakov, metteur en scène et acteur soviétique puis russe († 12 mars 2018).
- 18 août : Hifikepunye Pohamba, homme politique namibien.
- 19 août : Story Musgrave, astronaute américain.
- 20 août : 
  - Ron Paul, homme politique américain, membre du Parti républicain.
  - Dulcie September, personnalité politique sud-africaine († 29 mars 1988).
- 21 août :
  - Bernhard Eckstein, coureur cycliste allemand († 10 novembre 2017).
  - Judy Grable, catcheuse américaine († 11 mai 2008).
- 22 août : Annie Proulx, écrivain américaine, auteur de Brokeback Mountain.
- 23 août :
  - Marco Coll, footballeur colombien († 5 juin 2017).
  - Michael Gambrill, coureur cycliste britannique († 8 janvier 2011).
  - Sol Kerzner, homme d'affaires sud-africain († 21 mars 2020).
- 24 août :
  - Tsutomu Hata, homme d'État japonais († 28 août 2017).
  - Karl-Heinz Weigang, entraîneur de football allemand († 12 juin 2017).
- 26 août : Geraldine Ferraro, femme politique américaine († 26 mars 2011).
- 29 août : William Friedkin, réalisateur, scénariste et producteur américain († 7 août 2023).
- 31 août :
  - Réjean Lafrenière, homme politique canadien († 30 avril 2016).
  - Rosenda Monteros, actrice mexicaine († 29 décembre 2018).
  - Frank Robinson, joueur de baseball américain († 7 février 2019).

## Septembre

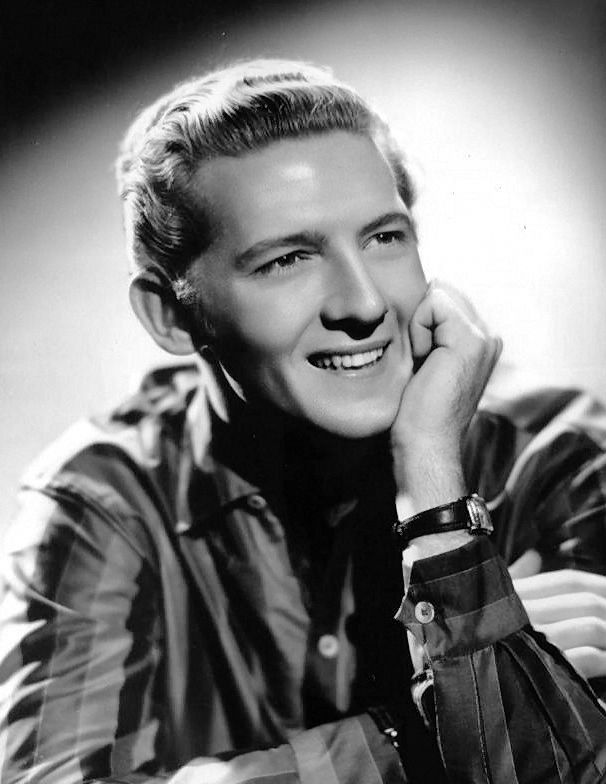
Jerry Lee Lewis.

- 1er septembre : Richard Fork, physicien américain († 16 mai 2018).
- 2 septembre :
  - Carlotta Barilli, actrice italienne († 15 juillet 2020).
  - Don Chastain, acteur et scénariste américain († 9 août 2002).
  - Eugène Cogrel, écrivain français († 18 mars 2019).
  - Kenneth Tsang, acteur hongkongais de nationalité singapourienne († 27 avril 2022).
- 3 septembre : Dorothy Masuka, chanteuse de jazz zimbabwéenne († 23 février 2019).
- 4 septembre : Lioudmyla Alfimova, actrice ukrainienne († 22 février 2024).
- 5 septembre : 
  - Alfred Schmidt, joueur et entraîneur de football allemand († 11 novembre 2016).
  - Lucille Soong, actrice américano-chinoise.
- 6 septembre :
  - Jack Davis, militaire et homme politique américain († 4 février 2018).
  - Jacques Desallangre, homme politique français († 17 janvier 2020).
  - Armand Scholtès,  peintre et dessinateur français († 8 février 2023).
- 7 septembre :
  - Abdou Diouf, homme d'État sénégalais.
  - Pedro Manfredini, footballeur argentin  († 21 janvier 2019).
- 8 septembre :
  - Andi Rasdiyanah Amir, érudite musulmane indonésienne († 19 janvier 2023).
  - William Vance, dessinateur et scénariste de bande dessinée belge († 14 mai 2018).
- 8 septembre : Lucien Attoun, metteur en scène et directeur de théâtre français († 28 avril 2023).
- 9 septembre : Chaim Topol, acteur israélien(† 9 mars 2023).
- 10 septembre : 
  - Audrey Emerton, femme politique britannique.
  - Mary Oliver, poétesse américaine († 17 janvier 2019).
- 11 septembre :
  - Jacques Gaillot, évêque catholique français († 12 avril 2023).
  - Károly Palotai, footballeur hongrois devenu arbitre († 3 février 2018).
  - Arvo Pärt, compositeur estonien.
- 12 septembre : 
  - Victor Benitez, footballeur péruvien († 11 juillet 2022).
  - Richard Hunt, sculpteur américain († 16 décembre 2023).
- 13 septembre :
  - Chamaco (Antonio Borrero Morano), matador espagnol († 11 novembre 2009).
  - Jean-Claude Hertzog, évêque catholique français († 24 novembre 2005).
- 14 septembre : 
  - Luc Durand, comédien et metteur en scène québécois († 3 juillet 2000).
  - Ernst-Günter Habig, joueur et entraîneur de football allemand († 14 mars 2012).
- 15 septembre : Dinkha IV, primat de l'Église apostolique assyrienne de l'Orient († 26 mars 2015).
- 16 septembre : Carl Andre, artiste américain († 24 janvier 2024).
- 17 septembre : 
  - Einar Ostby, fondeur norvégien († 3 avril 2022).
  - Serge Klarsfeld, écrivain, historien et franco-israélien et avocat de la cause des déportés juifs en France.
- 18 septembre :
  - Dimitri, clown et mime suisse († 20 juillet 2016).
  - Patrick Saytour, peintre français († 15 août 2023).
  - Raymond Vautherin, linguiste italien († 11 février 2018).
- 19 septembre : Velasio de Paolis, prélat italien († 9 septembre 2017).
- 20 septembre :
  - André Fort, évêque catholique français, évêque d'Orléans(† 19 aout 2025).
  - Jim Taylor, joueur américain de football américain († 13 octobre 2018).
- 21 septembre :
  - Jimmy Armfield, footballeur anglais († 22 janvier 2018).
  - Jack Shaheen, professeur émérite américain († 9 juillet 2017).
- 22 septembre : Nora Bernard, militante micmaque canadienne († 27 décembre 2007).
- 26 septembre :
  - Pierre François, peintre français († 14 février 2007).
  - Henk Nijdam, coureur cycliste néerlandais († 30 avril 2009).
- 27 septembre :
  - Mamie Johnson, infirmière et joueuse de baseball américaine († 18 décembre 2017).
  - Donatien Laurent, musicologue, ethnologue et linguiste français († 24 mars 2020).
- 28 septembre :
  - Jacqueline Aubry, une des voyantes présumées des apparitions mariales de L'Île-Bouchard en 1947 († 15 mars 2016).
  - Abdelaziz Bennani, général de corps d'armée marocain († 20 mai 2015).
  - Ronald Lacey, acteur britannique († 15 mai 1991).
- 29 septembre :
  - Mylène Demongeot, actrice, autrice et productrice française († 1er décembre 2022).
  - Jerry Lee Lewis, chanteur-pianiste américain de rock 'n' roll et de country († 28 octobre 2022).
  - Bruce Tulloh, athlète britannique, spécialiste des courses de fond († 28 avril 2018).

## Octobre
- 1er octobre : Julie Andrews, actrice anglaise.
- 2 octobre :
  - Robert Henry Lawrence, Jr., aviateur américain († 8 décembre 1967).
  - Paul Goma, écrivain roumain († 24 mars 2020).
- 3 octobre : 
  - Charles Duke, astronaute américain.
  - Armen Djigarkhanian, acteur américain († 14 novembre 2020).
- 4 octobre :
  - Édouard Delberghe, coureur cycliste français († 2 septembre 1994).
  - Law Hieng Ding,  homme politique malaisien († 25 décembre 2018).
- 5 octobre : 
  - Tarcísio Meira, acteur brésilien († 12 août 2021).
  - Khayyam Mirzazade, compositeur et professeur soviétique puis azerbaïdjanais († 30 juillet 2018).
  - Jean Ter-Merguerian, violoniste virtuose et pédagogue français d'origine arménienne († 29 septembre 2015).
  - Oswald Wiener, écrivain, cybernéticien, théoricien des langues et restaurateur autrichien († 18 novembre 2021).
- 6 octobre :
  - Ali Loutfi Mahmoud, homme d'État égyptien († 27 mai 2018).
  - Bruno Sammartino, catcheur italien († 18 avril 2018).
- 8 octobre :
  - Peter Boyle, acteur américain († 12 décembre 2006).
  - Albert Roux, chef de cuisine français († 4 janvier 2021).
- 9 octobre :
  - Edward de Kent (Edward George Nicholas Patrick Paul Winsor), membre de la famille royale britannique et cousin de la reine Élisabeth II.
  - Daniel Quinn, écrivain américain († 17 février 2018).
- 10 octobre :
  - Lucien-René Delsalle, historien français († 8 août 2018).
  - Ousmane Sow, sculpteur sénégalais († 1er décembre 2016).
- 11 octobre : Marcel Detienne, universitaire, helléniste et anthropologue comparatiste belge († 21 mars 2019).
- 12 octobre :
  - Simone Balazard, romancière, dramaturge et éditrice française († 27 novembre 2024).
  - Titus Bubernik, footballeur international tchécoslovaque († 27 mars 2022).
  - Don Howe, footballeur anglais († 23 décembre 2015).
  - Luciano Pavarotti, chanteur italien d'opéra (ténor) († 6 septembre 2007).
- 13 octobre : Charles Alverson,  romancier, éditeur et scénariste américain († 19 janvier 2020).
- 14 octobre : Blackjack Lanza, catcheur américain († 8 décembre 2021).
- 15 octobre : Yukio Ninagawa, réalisateur et un metteur en scène japonais († 12 mai 2016).
- 16 octobre : Boris Zaborov, peintre, sculpteur, graveur et scénographe français († 20 janvier 2021).
- 17 octobre : Maria Vicol, fleurettiste roumaine († 13 mars 2015).
- 18 octobre : Giancarlo Ghirardi, physicien et professeur émérite italien († 1er juin 2018).
- 21 octobre : Gaston Bouatchidzé, écrivain et traducteur franco-géorgien († 13 juillet 2022).
- 22 octobre : Borys Oliynyk, poète, traducteur et homme d'État soviétique puis ukrainien († 30 avril 2017).
- 23 octobre :
  - Egon Franke, escrimeur polonais pratiquant le fleuret († 30 mars 2022).
  - Sepp Gneißl, acteur pornographique allemand († 24 octobre 2014).
- 25 octobre :
  - John Annus, peintre et photographe letton naturalisé américain († 27 février 2013).
  - Rusty Schweickart, astronaute américain.
- 26 octobre :
  - Barry Brickell, potier et écrivain néo-zélandais († 23 janvier 2016).
  - Carlo Lamprecht, homme politique suisse († 20 avril 2022).
- 27 octobre : Frank Adonis, acteur et réalisateur américain († 26 décembre 2018).
- 29 octobre : 
  - Isao Takahata, réalisateur japonais de dessins animés († 5 avril 2018).
  - Füruzan, écrivaine turque († 11 février 2024).
  - Yves Thos, peintre et affichiste français († 13 octobre 2020).
- 31 octobre : 
  - Ronald Graham, mathématicien américain († 6 juillet 2020).
  - Mohamed Hussein Tantawi, militaire et homme d'État égyptien († 21 septembre 2021).

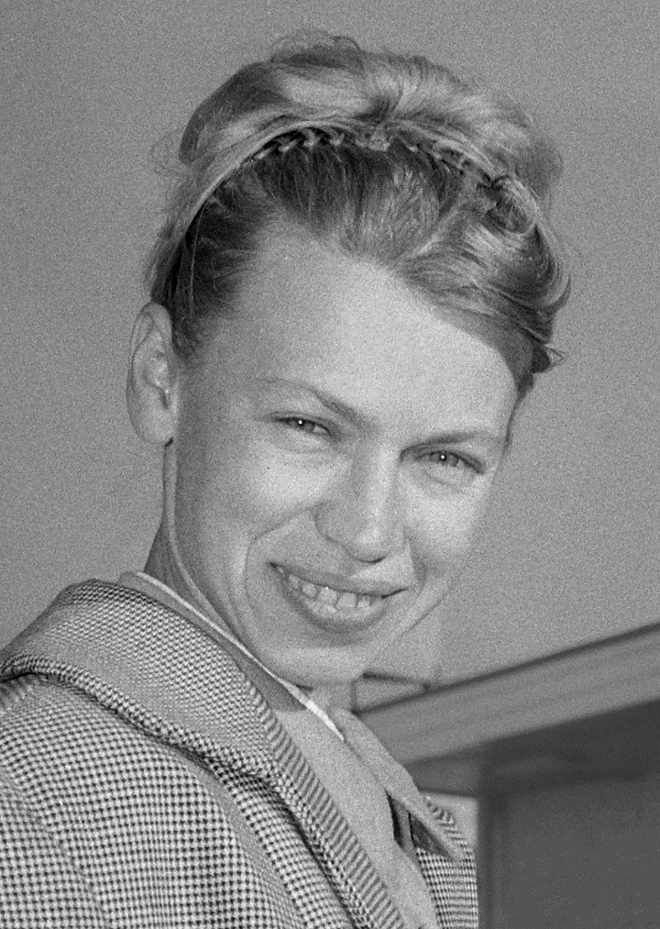
Ludmila Belousova.

## Novembre
- 1er novembre : 
  - Charles G. Koch, entrepreneur américain.
  - Robert Salmon, chef d'entreprise français.
- 3 novembre : Gero Bisanz, entraîneur de football allemand († 17 octobre 2014).
- 4 novembre :
  - Michel Couchat, peintre français († 18 août 1998).
  - Uri Zohar, réalisateur phare du mouvement de la nouvelle sensibilité et rabbin haredim israélien († 2 juin 2022).
- 5 novembre : Christopher Wood, romancier et scénariste britannique († 9 mai 2015).
- Lester Piggott, jockey britannique († 29 mai 2022).
- 8 novembre : 
  - Alain Delon, acteur, producteur et réalisateur français († 18 août 2024).
  - Alfonso López Trujillo, cardinal colombien, président du Conseil pontifical pour la famille († le 19 avril 2008).
- 9 novembre : Bob Gibson, joueur de baseball américain († 2 octobre 2020).
- 10 novembre : Stellan Westerdahl, skipper suédois († 27 août 2018).
- 11 novembre : 
  - John Patrick Foley, cardinal américain, Grand Maître de l'ordre du Saint sépulcre de Jérusalem († 11 décembre 2011) ;
  - Esther Mahlangu, artiste peintre sud-africaine.
- 12 novembre :
  - Madeleine Fischer, actrice et femme d'affaires suisse († 8 avril 2020).
  - Philippe Gildas, journaliste, animateur de télévision et animateur de radio français († 28 octobre 2018).
- 14 novembre : Hussein de Jordanie, roi († 7 février 1999).
- 15 novembre : Yıldırım Akbulut, homme d'État turc († 14 avril 2021).
- 16 novembre : France-Albert René, homme politique seychellois († 27 février 2019).
- 17 novembre :
  - Imrat Khan, joueur de surbahar et de sitar indien († 22 novembre 2018).
  - Roswell Rudd, tromboniste et compositeur de jazz américain († 21 décembre 2017).
  - Toni Sailer, skieur alpin et acteur de cinéma autrichien († 24 août 2009).
- 18 novembre :
  - Alain Barrière, chanteur français († 18 décembre 2019).
  - William Cullen, ancien membre de la magistrature écossaise.
  - Erling Mandelmann, photographe danois († 14 janvier 2018).
- 19 novembre : Raymond Bruckert, écrivain suisse romand († 23 août 2017).
- 20 novembre :
  - Leo Falcam, homme d'État micronésien († 12 février 2018).
  - Balbino Giner, artiste peintre français († 10 mai 2012).
- 21 novembre : Michael Chapman, directeur de la photographie, acteur, opérateur caméra et réalisateur américain († 20 septembre 2020).
- 22 novembre : 
  - Ludmila Belousova, patineuse artistique biélorusse († 29 septembre 2017).
  - Michael Callan, acteur américain († 10 octobre 2022).
  - Guram Minaschvili, basketteur soviétique († 1er mars 2015).
  - Virgil Nevjestic, graveur, peintre et poète français († 25 août 2009).
  - José Ribeaud, journaliste suisse († 2 février 2019).
- 23 novembre :
  - Steve Burtenshaw, footballeur britannique † 17 février 2022).
  - Vladislav Volkov, cosmonaute soviétique († 30 juin 1971).
- 24 novembre :
  - Khalifa ben Salmane Al Khalifa, personnalité politique bahreïnie († 11 novembre 2020).
  - Charlie Hickman, acteur, chanteur et animateur de radio et de télévision américain († 2 octobre 1979).
- 26 novembre : Georges Sarre, homme politique français († 31 janvier 2019).
- 27 novembre : Aldo Maccione, acteur franco-italien.
- ? novembre: Moulana Abdul Mannan, leader religieux, journaliste et homme politique bangladais († 6 février 2006).

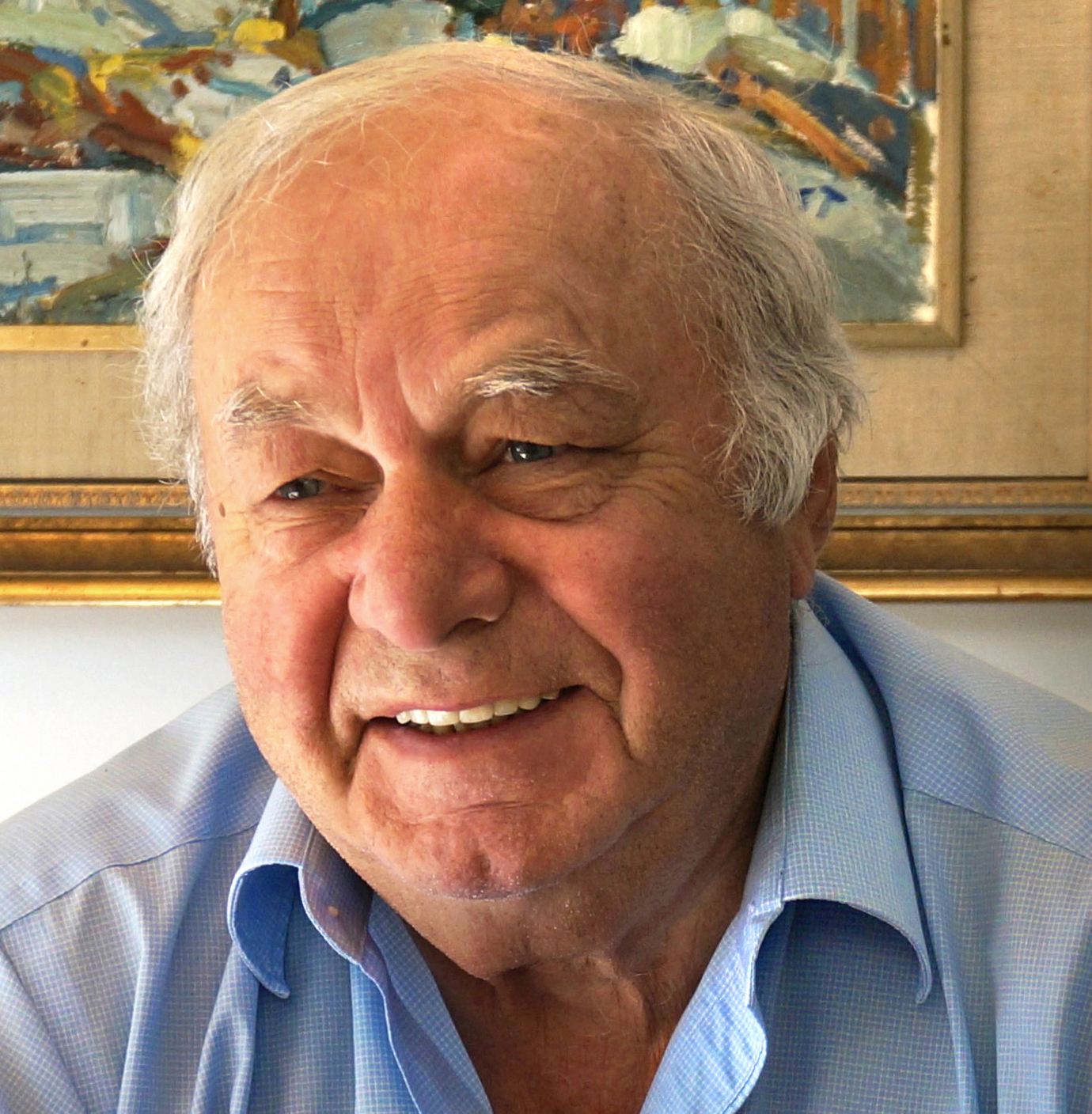
Edward Schreyer.

## Décembre
- 1er décembre :
  - Woody Allen, acteur, scénariste et réalisateur américain.
  - Aubert Mukendi, homme politique congolais († 23 mars 2016).
- 3 décembre : Eddie Bernice Johnson, politicienne américaine († 31 décembre 2023).
- 5 décembre : Étienne Sansonetti, footballeur français († 31 mai 2018).
- 6 décembre : 
  - Robert Salen, footballeur français († 2 décembre 2012).
  - Hichem Djaït, historien, islamologue et penseur tunisien († 1er juin 2021).
- 7 décembre :
  - Jiří Čadek, footballeur tchécoslovaque puis tchèque († 20 décembre 2021).
  - Armando Manzanero, musicien mexicain († 28 décembre 2020).
- 8 décembre :
  - Simão Sessim, homme politique brésilien († 16 août 2021).
  - Tatiana Zatoulovskaïa, joueuse d'échecs israélienne d'origine soviétique († 2 juillet 2017).
- 9 décembre :
  - John Christopher Pratt, peintre et graveur canadien († 5 juin 2022).
  - Diego Ronchini, coureur cycliste italien († 18 avril 2003).
  - Toni Santagata, chanteur italien († 5 décembre 2021).
  - 10 décembre : Alain Lacoste, peintre et sculpteur français († 26 avril 2022).
- 11 décembre :
  - Ron Carey, acteur américain († 16 janvier 2007).
  - Pranab Mukherjee, homme d'État indien († 31 août 2020).
- 13 décembre : Reza Baraheni, écrivain, poète, critique et militant politique iranien († 25 mars 2022).
- 14 décembre : Lewis Arquette, acteur, écrivain et producteur américain († 10 février 2001).
- 15 décembre :
  - John Taylor Gatto, enseignant, essayiste et écrivain américain († 25 octobre 2018).
  - Enrique Marin, peintre, graveur, sculpteur et céramiste espagnol († 9 février 2020).
  - Yvonne Monlaur, actrice et danseuse française († 18 avril 2017).
- 18 décembre : Rosemary Leach, actrice britannique († 21 octobre 2017).
- 19 décembre : Julien Schepens, coureur cycliste belge († 16 août 2006).
- 20 décembre : Susan Thomas, femme politique britannique († 6 octobre 2023).
- 21 décembre :
  - John G. Avildsen, réalisateur, acteur, monteur et producteur américain († 16 juin 2017).
  - Jidéhem, scénariste, dessinateur et décoriste de bande dessinée belge († 30 avril 2017).
  - Edward Schreyer, premier ministre du Manitoba et gouverneur général du Canada.
- 24 décembre : Väinö Huhtala, fondeur finlandais († 18 juin 2016).
- 25 décembre : 
  - Amaury Epaminondas, footballeur brésilien († 31 mars 2016).
  - Samira Tawfiq, chanteuse et actrice libanaise.
  - Henk van der Grift, patineur de vitesse néerlandais.
- 27 décembre : Pierre Jutand, peintre français († 21 mars 2019).
- 29 décembre : 
  - Sam Tagelagi, premier président du Parlement de Niué († 10 septembre 2011).
  - Russell Watt, joueur de rugby à XV néo-zélandais († 25 juin 2022).
- 30 décembre : 
  - Omar Bongo, homme d'État gabonais († 8 juin 2009).
  - Wolfgang Dauner, pianiste allemand († 10 janvier 2020).
  - Jack Riley, acteur américain († 19 août 2016).
- 31 décembre :
  - Salmane ben Abdelaziz Al Saoud, roi d'Arabie Saoudite depuis 2015.
  - Marie Depussé, écrivaine et psychanalyste française († 15 août 2017).

## Date précise inconnue
- Aziz Abou Ali, peintre et graveur marocain († 1993).
- Thérèse Allah, chanteuse traditionnelle ivoirienne († 19 janvier 2020).
- Teresa Burga, artiste contemporaine féministe péruvienne († 11 février 2021).
- Ali Ekber Çiçek, auteur-compositeur-interprète et joueur de saz turc († 26 avril 2006).
- Jakez Cornou historien et ethnologue français († 1er septembre 2022).
- Mahmoud Hammoud, homme politique et diplomate libanais († 8 mai 2018).
- Michel Kodjo, peintre ivoirien († 24 mars 2021).
- Khadija Jamal, actrice marocaine († 5 octobre 2018).
- Asadollah Lajevardi, homme politique iranien († 23 août 1998).
- Madeleine Lambert, peintre française († mai 2012).
- Moshe Levinger, rabbin sioniste religieux († 16 mai 2015).
- Seán McSweeney, peintre irlandais († 2 juin 2018).
- Zoulikha Nasri, femme politique marocaine († 16 décembre 2015).
- Bakary Soumano, chef des griots du Mali († 21 juillet 2003).
- Djalu Gurruwiwi, membre du Clan Galpu et joueur de didgeridoo internationalement reconnu († 12 mai 2022).
- Jean-Jacques Tillmann, journaliste sportif suisse († 1er octobre 2015).
- Dragan Tomić, homme d'état serbe († 21 juin 2022).
- Wang Fuzhou, alpiniste chinois († 18 juillet 2015).
- Géraldine Faladé, journaliste béninoise († 16 février 2025).